# 拉克維爾 (肯塔基州)
拉克維爾（英語：Ruckerville）是位於美國肯塔基州克拉克縣的一個非建制地區。

## 地理
拉克維爾所處的海拔為高於海平面245米（即804英呎），而該地所採用的時區為UTC-5，即北美東部時區（EST）。同時該地設有夏令時間，為UTC-5調快一小時，即UTC-4（EDT）。